# Adams megye (Nebraska)
Adams megye az Amerikai Egyesült Államokban, azon belül Nebraska államban található. Megyeszékhelye és legnagyobb városa Hastings. Lakosainak száma 31 205 fő (2020. április 1.). Adams megye Hall, Webster, Kearney, Clay, Buffalo és Hamilton megyékkel határos.

## Népesség
A megye népességének változása:
| Lakosok száma | 31 337 | 31 215 | 31 391 | 31 610 | 31 587 | 31 205 |
|               | 2010   | 2011   | 2012   | 2013   | 2015   | 2020   |